# Mulki
Mulki é uma panchayat (vila) no distrito de Dakshina Kannada, no estado indiano de Karnataka.

## Geografia
Mulki está localizada a 13° 06′ N, 74° 48′ L. Tem uma altitude média de 7 metros (22 pés).

## Demografia
Segundo o censo de 2001, Mulki tinha uma população de 16 398 habitantes. Os indivíduos do sexo masculino constituem 48% da população e os do sexo feminino 52%. Mulki tem uma taxa de literacia de 77%, superior à média nacional de 59,5%: a literacia no sexo masculino é de 82% e no sexo feminino é de 73%. Em Mulki, 11% da população está abaixo dos 6 anos de idade.